# عجوقة
العجوقة (الاسم العلمي: Ajuga) هو جنس نباتي يتبع فصيلة الشفوية من رتبة الشفويات.

## تسميات أخرى وتحريف الاسم
جعدة، عرصف، شندقورة، عجوقة، أجوغا، أجوقا، عجوقة، حرص، بوق، صنوبر الأرض، عرفص، أرصف، جوجا.